# Мале Дворники
Мале́ Дворники (словац. Malé Dvorníky) — село в окрузі Дунайська Стреда Трнавського краю Словаччини. Площа села 6,89 км². Станом на 31 грудня 2015 року в селі проживало 1114 жителів.

## Історія
Перші згадки про село датуються 1336 роком.

## Географія
Протікають Старий Клатовський канал і Клатовський канал.

## Населення
| Рік:            | 1994. | 2004.    | 2014.    | 2024.    |
| --------------- | ----- | -------- | -------- | -------- |
| Кількість осіб: | 813   | 942      | 1087     | 1197     |
| Різниця:        |       | +15,86 % | +15,39 % | +10,11 % |

| Рік:            | 2023. | 2024.   |
| --------------- | ----- | ------- |
| Кількість осіб: | 1187  | 1197    |
| Різниця:        |       | +0,84 % |